# Durnești
Durnești è un comune della Romania di 4 158 abitanti, ubicato nel distretto di Botoșani, nella regione storica della Moldavia.
Il comune è formato dall'unione di 6 villaggi: Băbiceni, Bârsănești, Broșteni, Cucuteni, Durnești, Guranda.